# Лусиара
Лусиара (порт. Luciara) — муниципалитет в Бразилии, входит в штат Мату-Гросу. Составная часть мезорегиона Северо-восток штата Мату-Гроссу. Входит в экономико-статистический микрорегион Норти-Арагуая. Население составляет 2053 человека на 2006 год. Занимает площадь 4145,262 км². Плотность населения — 0,5 чел./км².

## Статистика
- Валовой внутренний продукт на 2003 год составляет 10 755 671,00 реалов (данные: Бразильский институт географии и статистики).
- Валовой внутренний продукт на душу населения на 2003 год составляет 4769,70 реалов (данные: Бразильский институт географии и статистики).
- Индекс развития человеческого потенциала на 2000 год составляет 0,691 (данные: Программа развития ООН).